# Javotte, Popelka bostonská
Javotte, Popelka bostonská (nebo jen Popelka bostonská či Javotte čili Popelka, v anglickém originále Cinderella, the Younger, ve francouzské verzi Javotte) je opéra comique o třech dějstvích francouzského skladatele Émila Jonase na libreto anglického karikaturisty a libretisty Alfreda Thompsona jako variace na známou pohádku o Popelce. Měla premiéru 23. září 1871 v londýnském divadle Gaiety Theatre.

## Vznik a charakteristika

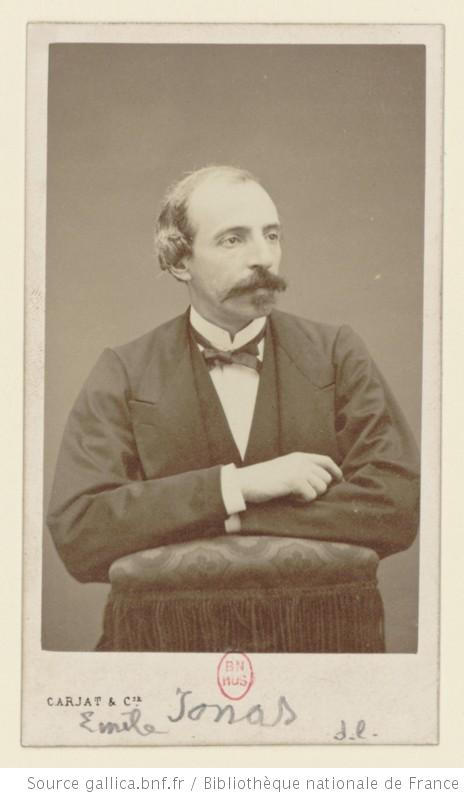
Skladatel Émile Jonas, fotografie Étienna Carjata

V roce 1870 a v letech bezprostředně následujících mnoho osobností francouzského zábavného divadla opustilo kvůli válce a komuně Paříž a hledala uplatnění v blízkém zahraničí, v Bruselu a zejména v Londýně, kde byl živý divadelní ruch, i když vkus obecenstva se poněkud lišil. Takto uvedli některé premiéry svých děl mimo Paříž i nejvýznamnější osobnosti soudobé operety, totiž Jacques Offenbach, Hervé a Charles Lecocq, ale i méně významné osobnosti.
Jednou z nich byl skladatel Émile Jonas (1827–1905). Ten už byl v Londýně poměrně znám: roku 1866 byla v Covent Garden uvedena jeho opereta Avant la noce (Terrible Hymen, Před svatbou), roku 1868 v Gaiety Theatre Les Deux Arlequins (The Two Harlequins, Dva harlekýni) a v červnu 1871 i jeho nejslavnější opereta Kachna s třemi zobáky (Le Canard à trois becs, v angličtině jen Le Canard). Na základě těchto úspěchů byl požádán o hudbu k tříaktové burlesce na téma pohádky o Popelce, pod názvem Popelka mladší (Cinderella, the Younger). Ta vznikla rychle a Gaiety Theatre ji mohlo uvést již na počátku podzimní sezóny téhož roku.

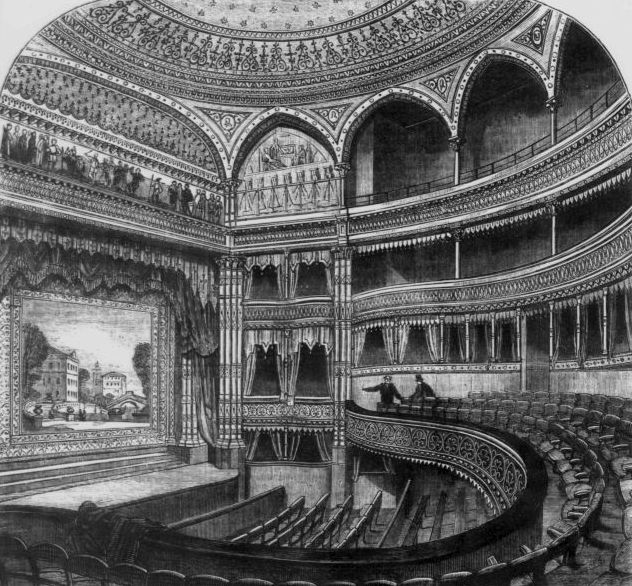
Interiér Gaiety Theatre v Londýně, rytina z roku 1868

Libreto k této adaptaci známého námětu napsal anglický libretista, novinář a karikaturista Alfred Thompson (1831–1895). Thompson byl jako karikaturista známý už od poloviny 50. let 19. století, libreta pro anglické hudebně-zábavní divadlo – jemuž dominoval žánr burlesky nebo extravaganzy – však začal psát až koncem 60. let a spolupracoval v té době především s Gaiety Theatre. Na Štědrý večer 1870 uvedlo toto divadlo velmi populární extravaganzu Aladdin II, or an Old Lamp in a New Light s Thompsonovým textem a originální hudbou Hervého a právě na základě jejího úspěchu mu zadal ředitel divadla John Hollingshead novou burlesku opět na originální francouzskou hudbu, a to od Émila Jonase.
Divadelní kritika ji přijala příznivě, i když podle anglické praxe hudbě přisuzovala větší důležitost textu a provedení než hudbě. „Burleska pana Thompsona je, na burlesku, velmi dobrý kus. Rádi bychom viděli akci trochu urychlenou, a až se herci s úlohami lépe seznámí, můžeme očekávat rozvoj improvizace, která by věci dodala života. Jevištní uspořádání pana Alfreda Thompsona bylo jako vždy pitoreskní a vkusné a hudba, od pana E. Jonase, byla jako obvykle dobře vybrána. Ani jednomu nelze něco vyčítat, snad jen že v obecném charakteru jednotlivých hudebních čísel by bylo vítáno více rozmanitosti.“ Premiéře byl přítomen i princ waleský. Největší dojem na londýnské obecenstvo učinila představitelka titulní úlohy Julia Mathewsová (1842–1876), kterou deník The Times označil v této souvislosti za „anglickou Schneiderovou“. Francouzský tisk referoval o velkém úspěchu a „jednomyslné chvále anglického tisku“, Popelka mladší se však hrála jen 24krát, což za triumf nebylo možné považovat.
Alfred Thompson napsal později na námět pohádky o Popelce i „extravaganzu“ The Crystal Slipper (Skleněný střevíček, premiéra roku 1888 v Star Theatre v New Yorku), ta však měla děj pohádce mnohem příměji odpovídající a nevyužívala Jonasovu hudbu.

## Inscenační historie

### Francouzská premiéra

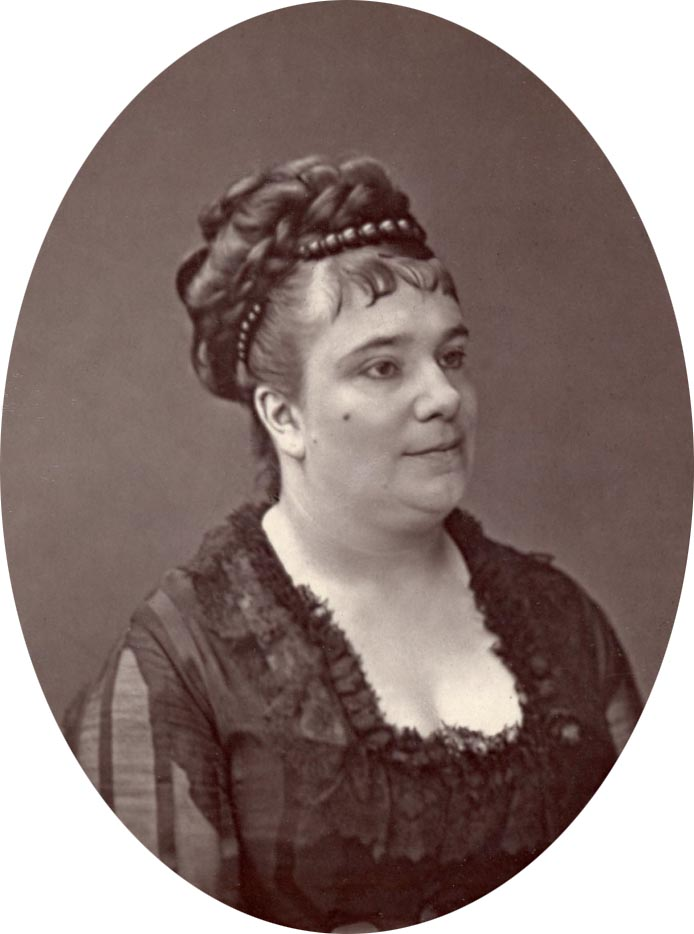
Delphine Ugaldová, první představitelka prince Edwarda ve francouzské verzi Javotty

Spíše než původní anglická verze se prosadila následující francouzská. Libreto pod novým názvem Javotte (Cinderella zůstalo jako podtitul) přeložili do francouzštiny a upravili osvědčení operetní libretisté Charles Nuitter a Étienne Tréfeu. Uvedlo ji divadlo vedené galeristou a impresáriem Louisem Martinetem, který v budově dosavadního Théâtre de l'Athénée otevřel nové divadlo, jež mělo být věnováno opeře, pod názvem Théâtre-Lyrique poté, co původní divadlo tohoto jména vyhořelo 25. května 1871 za Pařížské komuny. Martinet měl v úmyslu uvést Javottu co nejdříve po londýnské premiéře (ohlašována byla již v srpnu 1871), narazil však na spory s autorskoprávní organizací Société des Auteurs et Compositeurs Dramatiques (k jejich vyřešení přispěl Émile Jonas, který byl funkcionářem SACD) a poté na změnu obsazení hlavní role, kterou převzala zpěvačka Delphine Ugaldová (1828–1910). To vyvolalo odpor Nuittera a Tréfeua, kteří se od díla veřejně distancovali, a také obavy o přijetí obecenstvem: Ugaldová již byla za zenitem svých schopností (Javotte se stala ostatně její poslední rolí) a v očích některých se kompromitovala činností v době Pařížské komuny. Tyto obavy se ukázaly neopodstatněné, obecenstvo přijalo Ugaldovou příznivě a dílo samotné přímo nadšeně. Premiéra se konala v Théâtre-Lyrique dne 22. prosince 1871.

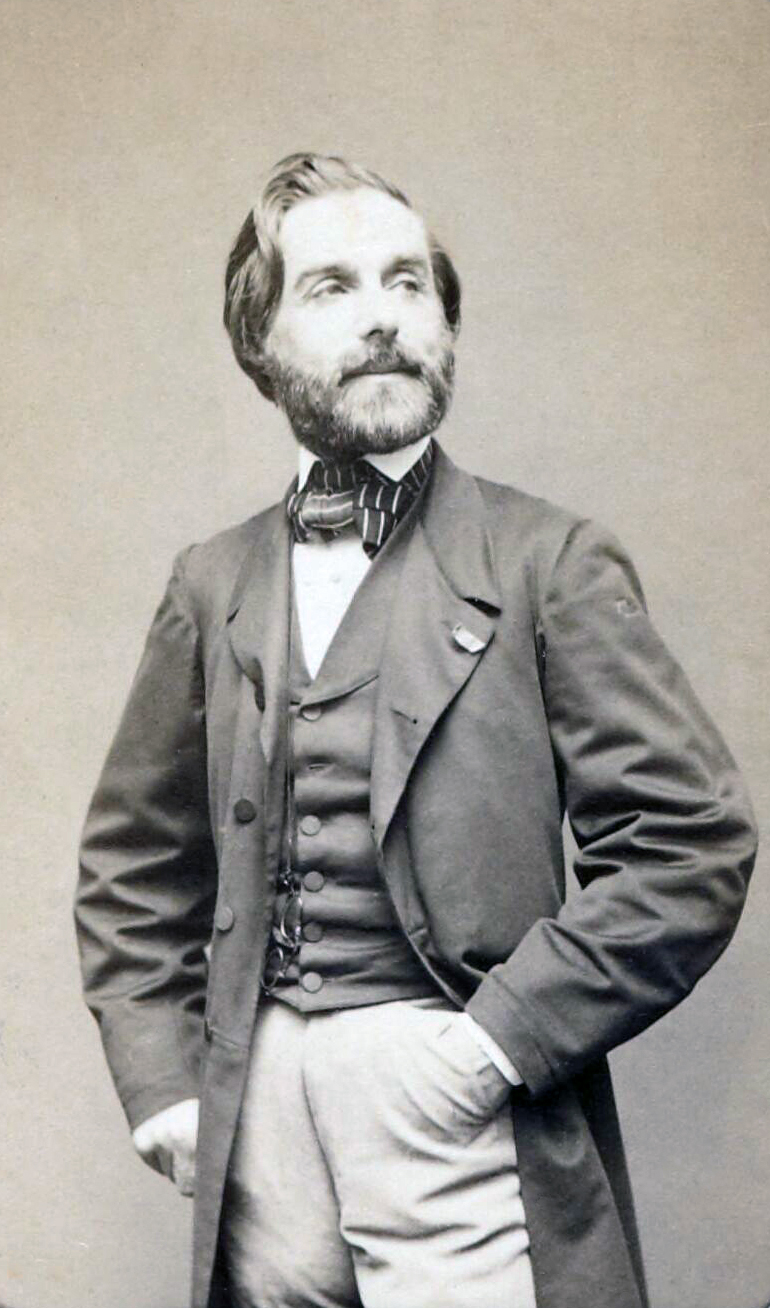
Louis Martiner, ředitel Théâtre-Lyrique

U kritiky byl ohlas o poznání chladnější než u publika; někteří recenzenti vyčítali instituci navazující na předválečné Théâtre-Lyrique, že se věnuje operetnímu žánru. Gustave Bertrand v hudebním týdeníku Le Ménéstrel psal: „Znali jsme pana Émila Jonase jako pečlivějšího skladatele, než je zde: inspirace je prostá a rychlá a strhává s sebou směsici pěkné řady reminiscencí (prošel jí úryvek Chopinova smutečního pochodu, ostatně velmi veselý). Dala by se citovat řada povedených stránek, jako třeba duettino Edwarda a Javotty a přípitek v posledním dějství; ale převládajícím dojmem je, že jde o pouhou operetu, a ani ne z první ruky.“ Henri Lavoix ml. v Revue et Gazette musicale de Paris vyjadřoval rezervovaný podiv nad úspěchem kusu v Anglii: „Na dosti lehké plátno autoři vyšili velké množství – řekněme – lokálních žertů, které musely být zábavnější pro Angličany než pro nás. […] Nedokážeme dobře posoudit, co může být v těchto legráckách komického. Buď jak buď, libreto není únavné a hudbě nepřekáží, když už jejímu vzletu příliš nepomáhá.“ Podle něj Jonas zde, jako ve svých předchozích dílech, podává důkaz o tom, že je „umělcem vyššího řádu“. „I když se ne vždy vyhýbá s dostatečnou péčí upadnutí do hudební obyčejnosti, má jednu obrovskou přednost: je scénický […] Jakmile postaví dvě postavy před publikum, ať je melodie, kterou je obdaří, jakákoli – banální či půvabná, elegantní nebo výraznějšího rytmu – tyto postavy ožijí, rozhýbou se, jsou na jevišti.“ Pro tuto divadelnost „mu snadno a velkodušně odpustíme, když si občas dostatečně neohlídá svou paměť při výběru svých melodických tahů.“ Na rozdíl od Bertranda řadil Lavoix Javottu bez pochyb do žánru opéra comique. Émile Abraham v novinách Le Petit journal vyzdvihuje Jonasův smysl pro divadelnost, charakterizuje jeho hudbu jako „veselou, ale ne komickou“ a přisuzuje mu „styl, jasnost a ušlechtilost“. Johannes Weber v deníku Le Temps neměl pro libreto příznivých slov („měšťácká, banální, groteskní bajka“) a hudbě vyčítal zejména přílišnou tanečnost: „Je to pořád stejná nebo skoro stejná taneční melodie […] pořád jen valčíky, polky, rejdováky, čtverylky […] Když je člověk spokojený, tančí; je-li rozzloben, tančí rychleji; chce-li být něžný, tančí jemně; má-li srdcebol, tančí v moll; tančit znamená žít; i když se tančí na sopce, alespoň se bavíme tancem.“ Také ji považoval za zcela neoriginální: „Pan Jonas […] našel ve svých kapsách hromadu věcí zleva i zprava, aniž by o nich věděl. Zapřísahá se slavnostně, že to neučinil záměrně, a my ho velkomyslně bereme za slovo; ale on si bude myslet, že co si mohl vzít, si může i nechat.“ I skladatel Victorin Joncières v La France chorale psal: „Žalostné libreto Javotty inspirovalo pana Jonase jen prostředně. Jeho partitura je jasná, melodická a dobře rytmizovaná; jenže úplně postrádá původnost. Pozdravili jsme cestou motivy z Velkovévodkyně, z Kdybych byl králem, z Tlachalů, z Dona Pasquala atd. atd.“ Jen částečně bral proti těmto výčitkám Jonase v ochranu Émile Mugnot de Lyden v časopise L'Orchestre, který shledával podobnost s jinými díly spíše ve skladatelových stavebních prostředcích než přímo v jeho motivech a ostatně předvídal dílu dlouhý jevištní život.
Konečně prestižní Clémentův a Laroussův slovník opery o Javottě píše: „Hudba je nejen dobře udělána, ale i stále zajímavá pro uši hudebníků; myšlenky jsou předkládány elegantně, instrumentace je výtečná. Tomu všemu však chybí původnost a výraz. Skladatel učinil příliš ústupků tomuto zhrubělému obecenstvu, které postrádá jakýkoli smysl pro umění a které lze zaujmout jen rytmem valčíku, polky nebo kvapíku.“

### Střední Evropa

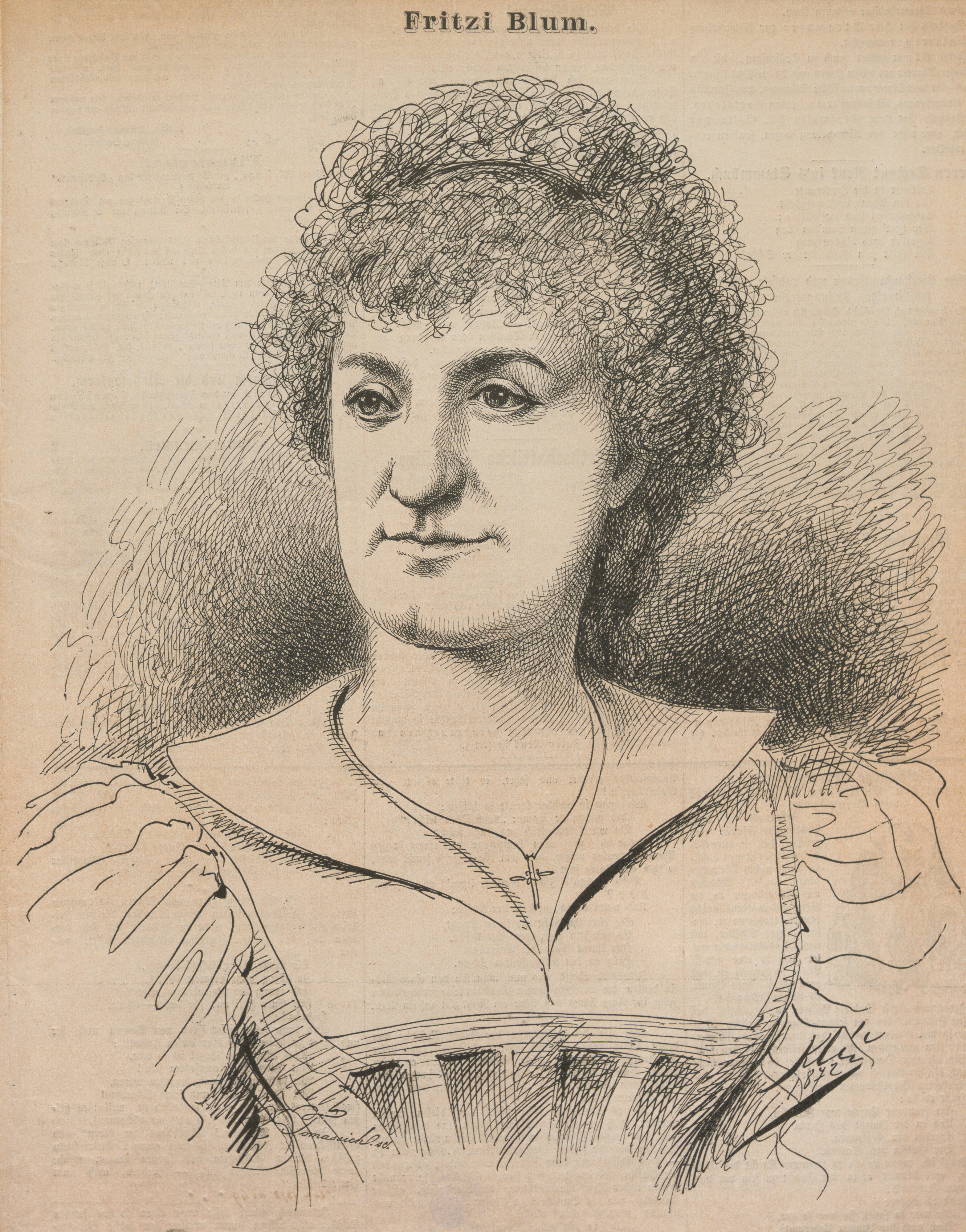
Fritzi Blum, první Javotte ve Vídni, rytina Karla Klíče z roku 1872

Pro kariéru Javotty ve střední Evropě měla rozhodující význam Vídeň. Tamější obecenstvo již znalo některé Jonasovy jednoaktové operety z hostování Bouffes-Parisiens a 18. listopadu 1871 byla navíc ve Strampferově divadle (Strampfer-Theater) poprvé úspěšně uvedena Kachna s třemi zobáky. Právě o rok později, 8. listopadu 1872, zde byla uvedena Jonasova opereta pod názvem Javotte, das neue Aschenbrödl (Javotte, nová Popelka); libreto bylo mírně přizpůsobeno místnímu publiku, například dějiště bylo přeloženo z fiktivního Pumpernickelu do reálného anglického Bostonu a postavy obou zlodějů Toma a Nicka byly zvýrazněny a přizpůsobeny humoru vídeňského lidového divadla. Émile Jonas přijel do Vídně dohlížet na poslední zkoušky a vůbec na zdar inscenace; byl přítomen premiéře a po každém aktu několikrát vyvoláván.

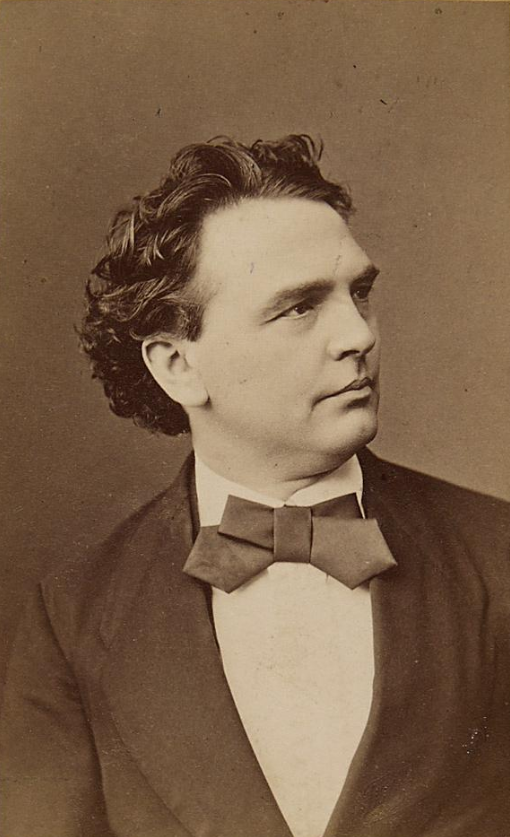
Louis Martinius hrál v první vídeňské inscenaci Javotty ponocného Brocka

Podle zpráv tisku našel Friedrich Strampfer v Javottě pro své divadlo „magnet“. Dopisovatel Brünner Zeitung konstatoval, že děj je „maloměšťácký“, Jonasova hudba však „o to dráždivější, melodie jsou lehké, hravé, živě proudí, uchytí se mimoděk v uchu. Do hlubin hudby se nespouští, poletuje jen jako vlaštovka při povrchu; ale i tam je krmení dost, to vědí všechny vlaštovky.“ Korespondent Berliner Musikzeitung psal: „Hudba, která je od ve Vídni dosti zdomácnělého pařížského skladatele Émila Jonase, je půvabná, plynulá a celkově neškodná stejně jako libreto. Nějaké honění se za originalitou nelze panu Jonasovi v žádném případě vyčítat.“ Úspěch u publika přičítal klace. Příznivější názor měly vídeňské Blätter für Musik, Theater und Kunst: „Hudba lehce padne do ucha, obsahuje řadu svěžích a líbivých melodií a živých tanečních rytmů převážně originálního střihu. Ze všeho, včetně z pikantní orchestrace, čiší humor, se kterým umí pan Jonas zacházet stejně jako s grácií připomínající Offenbacha.“
Vídeňský úspěch byl pro Émila Jonase významný, právě ve Vídni měla premiéru i dvě jeho následující větší díla, operety Zlatý drdol (Goldchignon) a Japonka (Die Japaneserin). Vídeňský skladatel Eduard Strauß vydal čtverylku na témata z Jonasovy Javotty.
Vídeňská verze Javotty se rychle rozšířila po habsburské monarchii; ještě roku 1872 se hrála ve Štýrském Hradci, roku 1874 v Innsbrucku, roku 1875 v Lublani aj. Strampfer Javottu uvedl rovněž o deset let později, roku 1882 v divadle Carltheater. Premiéra se konala 16. září a zářili v ní Jenny Stubelová jako v titulní roli a Karl Drucker a Felix Schweighofer v roli zlodějíčků.
26. září 1873 měla premiéru i v berlínském divadle Friedrich-Wilhelmstädtisches Theater, zpívali Albertine (Hubatschek-)Stauberová jako Javotte, Helene Menhardtová jako princ a pánové Adolfi a Schulz jako zlodějové. Úspěch nebyl velký, kritik Ferdinand Gumpert si stěžoval na text („Historka o Popelce již byla zpracována v tolika podobách – jako opera i jako parodická fraška – ale tak nezajímavou, jako je Thompsonova, neznáme.“) i na hudbu („Hudba pana Jonase zní docela příjemně a plynule, ale chybí ji přesto jakákoli osobitost, než aby mohla dojmout více než povrchně.“) a i publikum prý bylo poměrně chladné.
Nemalou popularitu si Javotte získala i v maďarské verzi Javotte, az újkori hamupipőke, v překladu patrně Antala Kaczalinszkého. Měla premiéru v divadle Fővárosi Nyári Színkör (později Budai színház) v Budíně dne 23. srpna 1873 (opět roku 1885), hrála se později například v Debrecíně (20. října 1877) a v Pešti (Várszínház 16. prosince 1884).

### České země

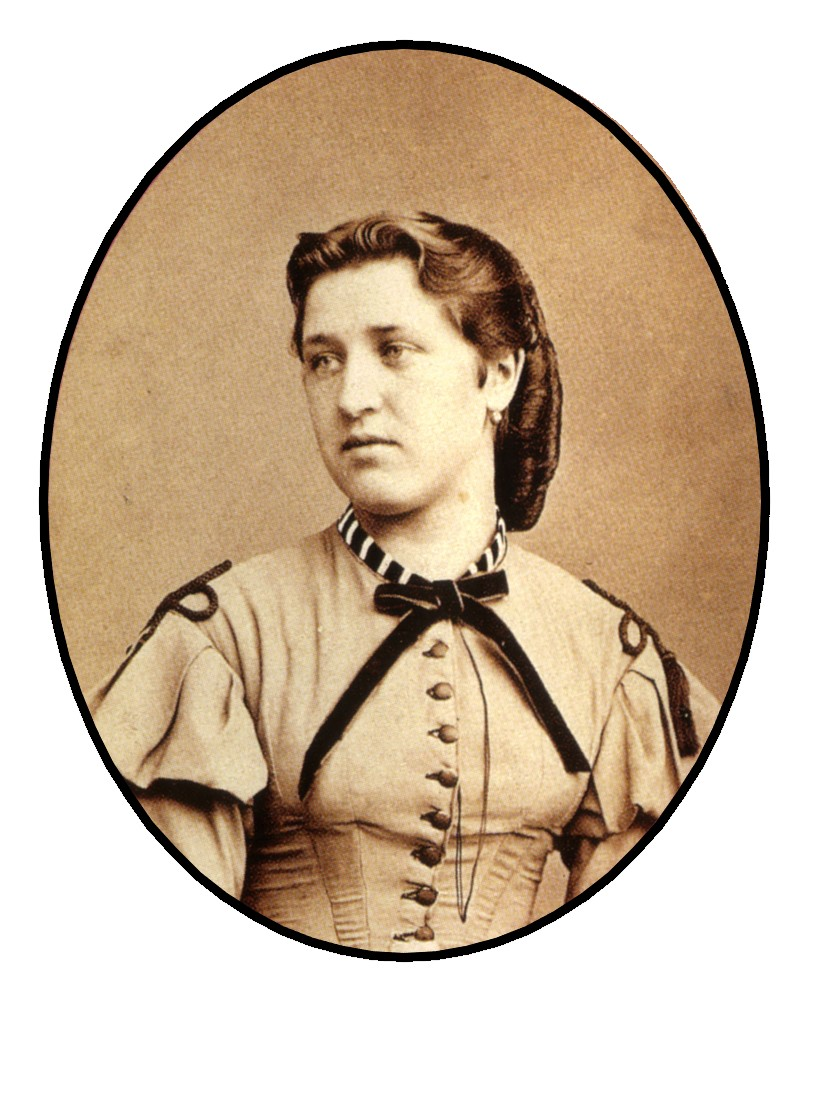
Betty Hanušová, první česká představitelka prince Edwarda v Javottě, Popelce bostonské

Do českých zemí uvedlo Javottu ve vídeňské (Hoppově) verzi české Prozatímní divadlo v Praze. Uváděna byla jako „komická opera“ nebo „komická zpěvohra“ v překladu Emanuela Züngela pod názvem Javotte, Popelka bostonská. První představení se podle tisku opozdilo z toho důvodu, že představitelka hlavní role, operní pěvkyně Ema Sáková, nechtěla vystupovat v méně prestižní Aréně na hradbách, kam byla Javotta původně určena pro zahájení letní sezóny roku, a premiéra se tak nakonec konala 11. května 1873 v důstojnějším Novoměstském divadle, i když další představení se již do arény přesunula. Českou premiéru Javotty, Popelky bostonské dirigoval Adolf Čech, režíroval František Karel Kolár, balet uspořádala Marie Hentzová a kostýmy navrhl František Sák. Vedle Sákové v titulní roli stvořili populární dvojici zlodějíčků Toma a Nicka Adolf Krössing a Jindřich Mošna. Díky uvedení Javotty se stal Émile Jonas prvním představitelem francouzské operety po Jacquesi Offenbachovi, který našel cestu na české jeviště.

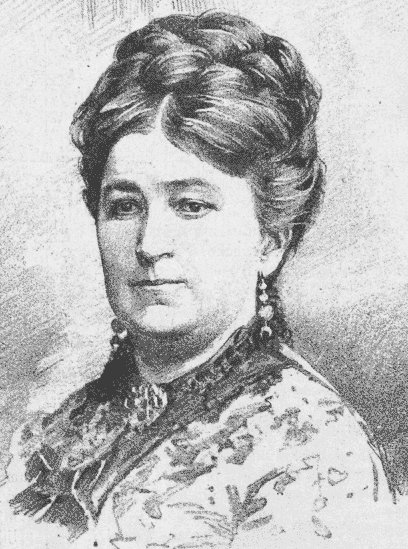
Eleonora (Eliška) Pešková hrála Javottu v 70. letech 19. století v kočovné společnosti Elišky Zöllerové

V letech 1873 až 1877 dosáhla tato opereta v Prozatímním divadle slušného počtu 21 představení. Pražský denník si chválil to, co obecenstvo zejména přitahovalo: „V kusu tom jsou pěkné průvody a baletní tance a to vždy v nových, skvostných úpravách, tak že kus tento oku lahodí.“ Podle recenzenta Národních listů se Javotte „potkala jako málo který nový kus v poslední době z ciziny na prkna naše uvedený, s úspěchem neobyčejně skvělým. Četné obecenstvo bylo úplně uspokojeno rozkošnou touto novinkou, jejíž text jest zcela ve shodě s lahodnou hudbou. Provedení bylo v celku i jednotlivostech výborné. Úprava byla vynikající této práci přiměřená; ředitelstvo učinilo vše, čeho bylo skvělému vypravení potřebí.“
Do svého repertoáru zařadila Javottu (či jen Popelku bostonskou) ještě v 70. letech 19. století i kočovná společnost Elišky Zöllnerové, která s ní seznámila diváky v řadě českých měst; titulní úlohu u ní zpívala Eliška Pešková a v repertoáru společnosti se Javotte zmiňuje ještě roku 1894. Později Javottu hrála též společnost Pavla Švandy ze Semčic, která ji uvedla poprvé 10. ledna 1882 ve svém plzeňském působišti a 21. ledna 1882 ve svém divadle na Smíchově. 7. dubna 1912 Javottu premiérovalo Pištěkovo Lidové divadlo na Královských Vinohradech (vedené tehdy vdovou po Pištěkovi Marií), titulní roli zpívala pěvkyně Marie Křečková(-Skřivanová). Jednalo se zřejmě o poslední inscenaci Javotty v českých zemích.
V německé podobě ji hrálo poprvé zřejmě Německé divadlo v Plzni 21. října 1873. Počátkem roku 1874 ji kočovná Denemyho divadelní společnost představila mj. v Teplicích, Děčíně a Litoměřicích. Titulní úlohu u ní zpívala Elisabeth Denemy-Seyfferthová, matka slavného pěvce Richarda Taubera. 14. listopadu 1874 ji hrálo poprvé i německé pražské divadlo (v budově Stavovského divadla); titulní roli zpívala Minna Schenk-Ullmeyerová, prince Edwarda Marie Kayserová. Roku 1875 se Javotte hrála v Olomouci a Opavě, 21. prosince 1875 měla premiéru v Liberci, 3. září 1876 měla premiéru v Městském (prozatímním) divadle v Brně. Prosadila se však zčásti i mezi ochotníky: ke 29. dubnu 1876 je například zaznamenáno amatérské provedení v Kroměříži a roku 1885 ji tamtéž hráli žáci hudební školy císaře Františka Josefa (obojí v němčině), roku 1882 ji nastudovali česky ochotníci v Třebíči.
Javotte byla jediná Jonasova opera hraná v češtině. O málo později tisk zpravoval i o úmyslu Prozatímního divadla uvést jeho operetu Zlatý drdol, ale ta byla nakonec v Česku uvedena jen v německé verzi, stejně jako Jonasova nejslavnější opereta Kachna s třemi zobáky.

## Osoby a první obsazení
| osoba | hlasový obor                           | londýnská premiéra (23. 9. 1871)                   | pařížská premiéra (22. 12. 1871) | vídeňská premiéra (8. 11. 1872)               | česká premiéra (11. 5. 1873) |
| --- | -------------------------------------- | -------------------------------------------------- | -------------------------------- | --------------------------------------------- | ---------------------------- |
| Velkovévoda Max (princ Édouard/Edward/Edvard)                                                                                          | alt nebo mezzosoprán (kalhotková role) | Mlle Clary (vl. jm. Jeanne-Marie-Madeleine-Poirel) | Delphine Ugalde                  | Eugenie Mick                                  | Betty (Fibichová-)Hanušová   |
| Javotte | soprán (dugazon)                       | Julia Mathews                                      | Mathilde-Julie Douau             | Fritzi Blum (vl. jm. Friederike Schweighofer) | Ema (Meislerová-)Sáková      |
| Bellezza (Isabelle, Isabella), její sestra                                                                                             | soprán                                 | Constance Lochy                                    | Rosa Formi                       | Minna Eckert-Storch                           | Helena (Schieblová-)Vávrová  |
| Pamela (Paméla, Pamella), její sestra                                                                                                  | mezzosoprán                            | Annie Tremaine                                     | Gisèle Morosini                  | Minna Walter                                  | Terezie Seifertová           |
| Dodgerowski (Tom), lupič pod jménem hrabě Ajax                                                                                         | tenor buffo (trial)                    | J. D. Stoyle                                       | Marius Audran                    | Alexander Girardi                             | Adolf Krössing               |
| Prigowitz (Nick, Nik), lupič pod jménem baron Maravedis                                                                                | baryton nebo bas buffo                 | J. G. Taylor                                       | Aujac                            | Ferdinand Lebrecht                            | Jindřich Mošna               |
| Komoří a šerif (rytíř Plumpudding) | bas buffo                              | John Maclean                                       | Peters                           | Felix Schweighofer                            | Josef Frankovský             |
| Peter (Brock, Brok), ponocný | baryton nebo bas                       | John Furneaux Cook                                 | Solon                            | Louis Martinius                               | Ferdinand Koubek             |
| Dva nosiči talavašky (tenor a bas); páni a dámy z komonstva princova, městský lid obojího pohlaví, stráže, tanečníci, maškary, sluhové |                                        |                                                    |                                  |                                               |                              |

## Děj opery
(konečná verze z roku 1876)

### 1. dějství
(Náměstí ve městě Pumpernickelu ve staré Anglii, s domem tří sester)

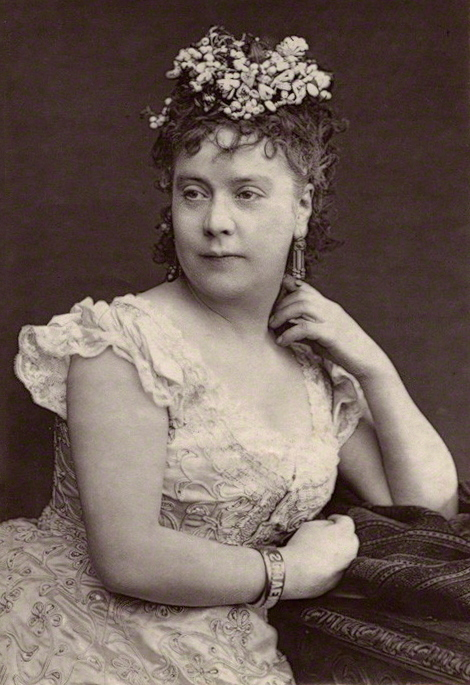
Julia Matthewsová, první Javotte, fotografie z roku 1875

(Předehra) Starý ponocný Brock vytrubuje deset hodin večer (č. 1 píseň ponocného Il est dix heures). Pochvaluje si, že v jeho městě díky němu nejsou žádní zloději, a hovoří o obyvatelkách domu: krásné a milé Javottě a jejích dvou namyšlených sestrách. Javotte právě vychází; u místního prince se konal ples, na který šly i její sestry, a ona jim musí přinést kabáty na cestu zpátky. V rozhovoru s Brockem si stěžuje, že musí sestrám sloužit do noci a ráno se zase budit při kuropění, zatímco ony se do oběda válejí v posteli (č. 2 Javottin kuplet o kohoutovi Je me lève avec l'alouette – It Isn't Much Sleep That I Get). Ale tentokrát jde k paláci s nadějí, že se setká s tanečním mistrem, který na ni již nějakou dobu mává z terasy zámku… Brocka mezitím zve, aby se v jejich domě ohřál a posilnil. Brock zachází.
Z úkrytů se vynoří dva všemi mastmi mazaní zloději, Tom a Nick. Nejprve se musí znovu schovat před procházejícími nočními strážemi (č. 3 sbor dvou patrol Allons, marchons – zpívaný dívčím sborem v převleku), pak se ale zdraví jako staří známí. V přestrojení za šlechtice se na plese seznámili s Javottinými sestrami a přišli k jejich domu, v němž očekávají bohatou kořist (č. 4 duet Toma a Nicka Je suis resté timide). Najdou žebřík a vylezou na balkon. V tu chvíli se však vrátí Javotte a její sestry – Isabella a Paméla – v nosítkách. Sestry odmítají zaplatit nosičům a Javotte rozhořčené posluhovače musí uchlácholit slibem výplaty zítra, zatímco její sestry si prodlužují ples tancem na ulici – a zloději vše s pobavením pozorují (č. 5 septet Chut! Pas un mot! … Il est heure indue … Quel plaisir et quelle fête!).
Sestry zajdou a zloději na balkoně se dohadují, co dělat, když je překvapí příchod prince Edwarda. Ten se dvoří Javottě v podobě prostého učitele tance a přišel jí zazpívat dostaveníčko. Domnívá se, že Tom a Nick jsou jeho soky, a ti hned vysvětlují, že oni chtějí zpívat serenádu Javottiným sestrám. Všichni tři tedy zpívají píseň s příhodným názvem „Amor zlodějíček“ (č. 6 serenáda Beauté dont je raffole).
Isabella a Paméla s radostí naslouchají, ale nevyspalá Javotte toho má dost a volá patrolu proti rušitelům nočního klidu, ba zlodějům. Nick a Tom jsou v mžiku pryč (č. 6 bis odchod zlodějů Ouvre donc à l'amour!). Edward se dává Javottě poznat jako její milý, ale ta mu vyčítá hloupý nápad. Navíc se do boje proti zločinu pouští namol opilý Brock. V nastalém zmatku Edward Brocka přemůže a uprchne, načež přispěchavší patrola zatkne za podezření z loupeže – ponocného (č. 7 finále – tercet a sbor patroly Au voleur! à l'aide!)

### 2. dějství

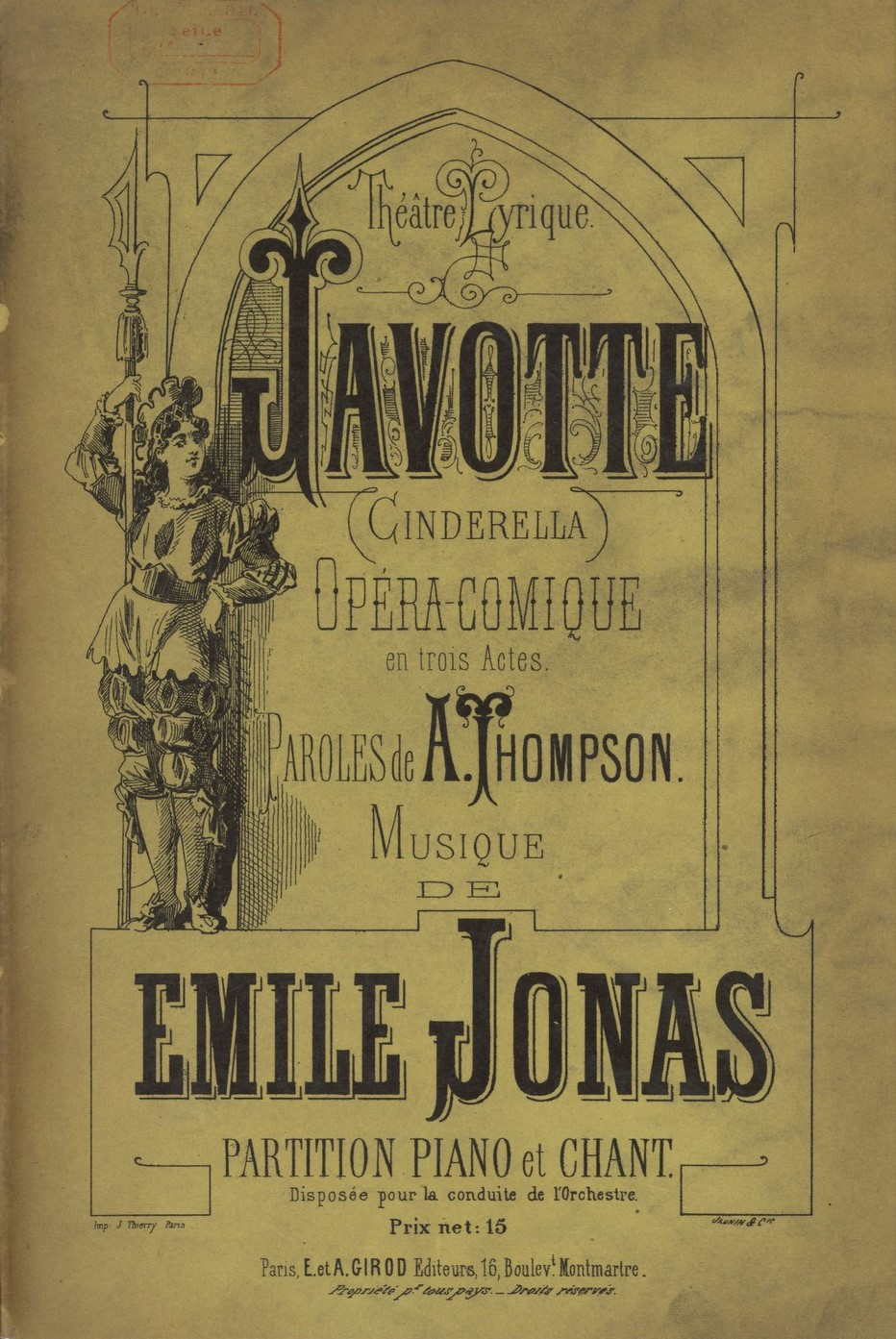
Titulní strana klavírního výtahu Javotty, Popelky bostonské

(Místnost v domě tří sester, následujícího dne) (č. 8 mezihra) Po Javottě její sestry stále chtějí nějakou pomoc se svou ranní toaletou a ona už neví, kam se vrtnout. Do toho přijdou dva cukráři nabízet své zboží – jsou to opět převlečení Tom a Nick, kteří ukradli zboží, aby se dostali do domu (č. 9 duet cukrářů Plum-puddings! gâteaux de Savoie!). Přitom Javottě zanechají dopis, který včera uzmuli z princova měšce. Pak se Javottě nabídnou, že za ni připraví jídlo, a zmizí v kuchyni. Javotte si čte Edwardův dopis, v němž ji pisatel vyzývá, aby mu dnes dala znamení zpěvem (č. 10 árie o dopisu Une lettre!).
Přijde princův komoří a šerif v jedné osobě a přivádí Brocka. Před všemi sestrami Brockovi dosvědčí, že jeho jméno bylo z podezření ze zločinu očištěno. Pak si dámám stěžuje, jak obtížné a delikátní je skloubit funkce komořího a šerifa (č. 11 píseň komořího-šerifa s ansámblem Comme shérif je suis austère). Chce sestrám předat pozvánky na dnešní bál, ale ztratil je a musí pro nové.
Isabella a Paméla nyní chtějí po Javottě, aby je učesala, a nemohou se dohodnout na tom, u které má začít. Javotte neví, co si počít, ale Tom a Nick se vrátí v šlechtických úborech a nabídnou se Javottě, že sestry učešou za ní. Teprve když se jim zapletou do vlasů, všimnou si sestry, kdo je češe, ale svým nešikovným, zato urozeným kadeřníkům odpustí (č. 12 kvintet o toaletě Javotte, Javotte! … Si l'on allait ainsi nous surprendre … L'amour du beau, chez nous inné). Tom a Nick se domluví s Isabellou a Pamélou na dnešní ples a sestry se s nimi rozloučí. Pak si Tom a Nick všimnou prince postávajícího pod oknem a fistulí zazpívají Javottin signál. A protože mezitím uloupili, co chtěli, utečou…

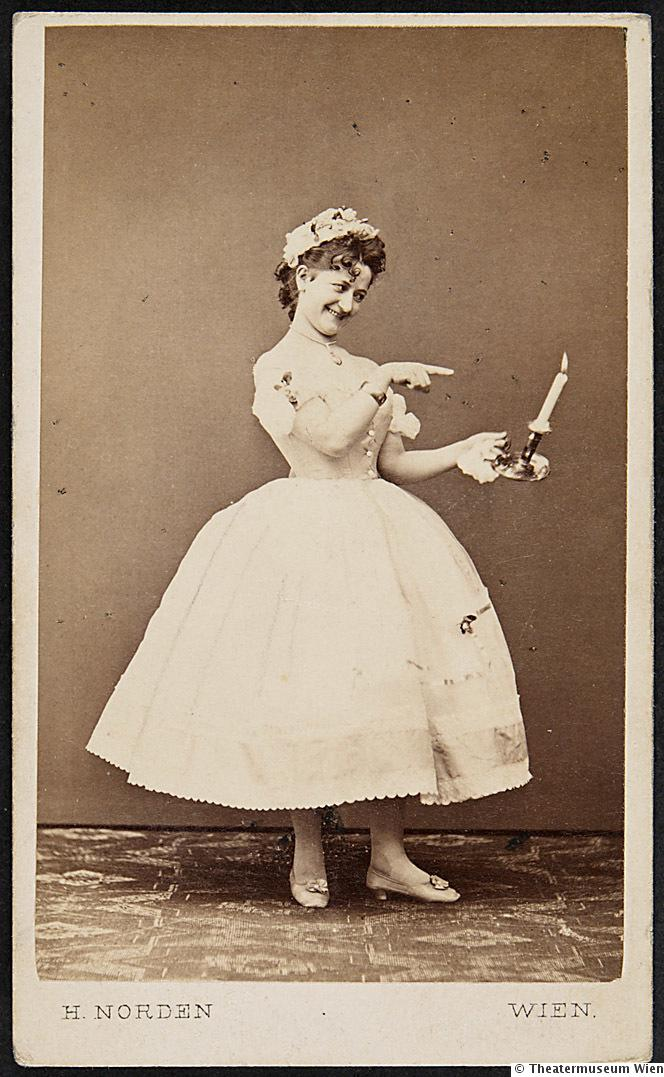
Albertine Stauberová, první Javotte v Berlíně

Edward přichází nahoru a setkává se s Javottou. Ta sice neví o tom, že by dala signál (a Edward zase neví, jak přišla k dopisu, který se ani neodvážil odeslat), ale i tak je návštěvou svého tanečního mistra potěšena. Ten ji zve na dnešní bál, a když slyší, že Javotte neumí dvorské tance, naučí ji jeden z nejsmyslnějších (č. 13 duet o taneční hodině Quelle est la danse, ma belle … Viens près de moi). Navíc jí daruje na důkaz lásky prsten, který prý obdržel od prince za věrnou službu.
Ozve se však zvuk vojenského oddílu, který dorazil do ulice, a Edward prchne oknem, přičemž spadne na jednoho pěšáka. Komoří-šerif totiž zjistil, že se v městě množí krádeže, a proto chce prohledat celé město a začít právě v tomto domě (č. 14 árie šerifa se sborem Le magistrat vient procéder). Přivolají Javottu, která se před „taneční hodinou“ nezvykle převlékla do sestřiných šatů a navíc se honosí nádherným prstenem, jehož původ není ochotna vysvětlit (aby nekompromitovala svého tanečního mistra). Javotte je tedy zatčena a odvlečena jako zlodějka (č. 15 finále Je les ai laissés là! … Tiens! tiens! tu n'es pas franche! … Cette bague m'est chère).

### 3. dějství
(Zahrady princova paláce) Koná se maškarní ples a pánové a dámy se procházejí (č. 16 sbor masek Quelle fête!). Přítomni jsou i Brock jako příležitostný majordomus a Nick a Tom v přestrojení za pána a sluhu (po hodině se mají podle dohody v převleku vystřídat). Princ zdraví hosty a zdvihá přípitek (č. 17 projev a přípitek Mes amis, liberté complète … Aux caresses amoureuses a č. 18 odchod sboru – orchestrální). Komoří-šerif je momentálně zvlášť rozpolcen mezi svými povinnostmi: stíháním zločinu a organizováním plesu. Edward se od něj dozvídá o zatčení Javotty a dává ji osvobodit; jeho páže jí dokonce přinese plesové šaty.
A Javotte už přichází v doprovodu věrného Brocka. Edward jí jde vstříc a Javotte mu vrací prsten – je příliš nápadný, vzbuzuje jen podezření a nepotřebuje ho. Ať jí dá Edward jako důkaz lásky něco vhodnějšího, stačí květ růže (č. 19 romance o prstenu – L'amour qui nous engage – Take Back the Ring You Gave Me).
Isabella a Paméla zatím marně hledají své kavalíry (č. 20 duet sester Ah! ma chère). Najdou jen Nicka, protože Tom je dosud v oděvu sluhy, ale nastává čas výměny kostýmů. Při předávání Toma a Nicka překvapí komoří-šerif, který kontroluje jejich pozvánky. Protože je Tom a Nick ukradli dvěma šerifům ze sousedství, vítá je komoří-šerif jako kolegy a všichni tři si připíjejí na boj proti zločinu (č. 21 přípitkový tercet À notre heureuse rencontre a č. 21 bis odchod Toma a Nicka – orchestrální).
Edward a Javotte se potkávají (č. 22 scénická hudba) a Brock ohlašuje začátek plesu (č. 23 sbor s baletem). Tu přibíhá komoří-šerif: hrůza, hostům se na místě ztrácejí cennosti! Všichni musí být prohledání. On sám jde příkladem a nechává se prohledat svými dvěma kolegy… kteří v jeho kapsách nacházejí Pamélin náhrdelník, Isabellin náramek, Brockovy hodinky a další. Všichni se mu smějí (č. 25 ansámbl a sbor C'est scandaleux! … Shérif, imiter ceux qui volent). A když komoří ještě urazí Javottu, princ ho zbavuje obou úřadů, odhaluje Javottě konečně svou pravou totožnost a Toma a Nicka – za jejich pomoc při namlouvání – jmenuje novými šéfy policie. Slavnost může pokračovat (č. 26 finále Aux caresses amoureuses).